# Prata Camportaccio
Prata Camportaccio es una localidad y comune italiana de la provincia de Sondrio, región de Lombardía, con 2.727 habitantes.

## Evolución demográfica
| Gráfica de evolución demográfica de Prata Camportaccio entre 1861 y 2001 |
|                                                                          |
| Fuente ISTAT - elaboración gráfica de Wikipedia                          |